# Великая Фосня
Вели́кая Фо́сня (укр. Велика Фосня) — село на территории Украины, находится в Овручском районе Житомирской области. Расположено на реке Ольшанка (Хвасенка).
Код КОАТУУ — 1824280901. Население по переписи 2001 года составляет 1147 человек. Почтовый индекс — 11161. Телефонный код — 4148. Занимает площадь 4,382 км².

## Адрес местного совета
11161, Житомирская область, Овручский р-н, с. Великая Фосня.
В черту Великой Фосни ныне входят села: Великая Фосня, Костюшки, Вересы, Сарнинки.
В селе Костюшки родился Ковжун, Павел Максимович — известный украинский график, журналист, организатор украинского искусства на Западной Украине (1896—1939).